# 8734 Warner
8734 Warner este un asteroid din centura principală de asteroizi.

## Descriere
8734 Warner este un asteroid din centura principală de asteroizi. A fost descoperit pe 1 ianuarie 1997 la Prescott de Paul G. Comba. El prezintă o orbită caracterizată de o semiaxă mare de 2,87 ua, o excentricitate de 0,05 și o înclinație de 3,3° în raport cu ecliptica.